# Tubæk Å
Tubæk Å er sydsjællandsk å beliggende i Vordingborg Kommune. Den starter ved sammenløbet af Risby Å fra nordvest og Skvatten fra syd og løber mod øst indtil den drejer mod nordøst og løber gennem Præstø for at udmunde i Præstø Fjord. Åen afvander et arel på 56 km2.

## Historie
Da Præstø blev kloakeret, førte man kloakvandet direkte ud i Tubæk Å og Præstø Å, hvilket betød at åen blev stærkt forurenet. I 1932 beskrev amtslæge Schoubye åen som "så ildelugtende, at selv Selvmordskandidater foretrækker Hængning fremfor Drukning i nævnte Vandløb."
I august 1933 førte man udløbet ved gaden Østerbro i Præstø længere ud i fjorden for at reducere lugtgenerne i området, og i juni 1934 begyndte en opretning af åløbet gennem byen til en nyt leje som var snorlige, 10 meter bredt og 125 cm dybt. Det nedsatte lugtgenerne, at åen fik faste bredder og frit løb gennem byen. Men Tubæk Å og Præstø Fjord fik stadig kloakvandet fra Præstø indtil der blev bygget et rensningsanlæg i 1949.
I dag er åen også udrettet og reguleret andre steder, ligesom mange af tilløbende er rørlagte. Ved udløbet til Præstø Fjord er der et højvandslukke som skal holde vandstanden i åen nede ved højvande i fjorden. Men ved højvande i fjorden kombineret med stor afstrømning fra land, er der risiko for oversvømmelser i lavtliggende dele af Præstø.
I 2014 lavede Vordingborg Kommune en undersøgelse for hvordan åen kunne restaureres for både at forbedre vandmiljøet og mindske risikoen for oversvømmelser. Forslagene indeholdt blandt andet genslyngning af udrettede strækninger, genåbning af rørlagte strækninger, en stor pumpestation ved højvandslukket og tilbageholdelse af vand flere steder i oplandet.
Vordingborg Kommune henlagde i 2022 planerne om genslyngning. Årsagen at det ville blive for dyrt fordi åen, samt engen og grundvandet omkring den, er forurenet med olie- og tjæreprodukter, tungmetaller, klorerede opløsningsmidler, PFAS-stoffer og affald som kan frigives ved ændringer i åløbet.
Den 20. oktober 2023 brød en sluseport ved åens udløb sammen under en stormflod, hvilket førte til omfattende oversvømmelser i Præstø. Under næste oversvømmelse i 2024 lykkedes det tilkaldte pumper at holde åens vandstand nede så færre områder i byen blev oversvømmet.